# Powellism
Powellism är namnet på de politiska åsikterna hos den konservative och ulsterunionistiske politikern Enoch Powell. De härstammar från hans höga Tory- och libertarianska synsätt.

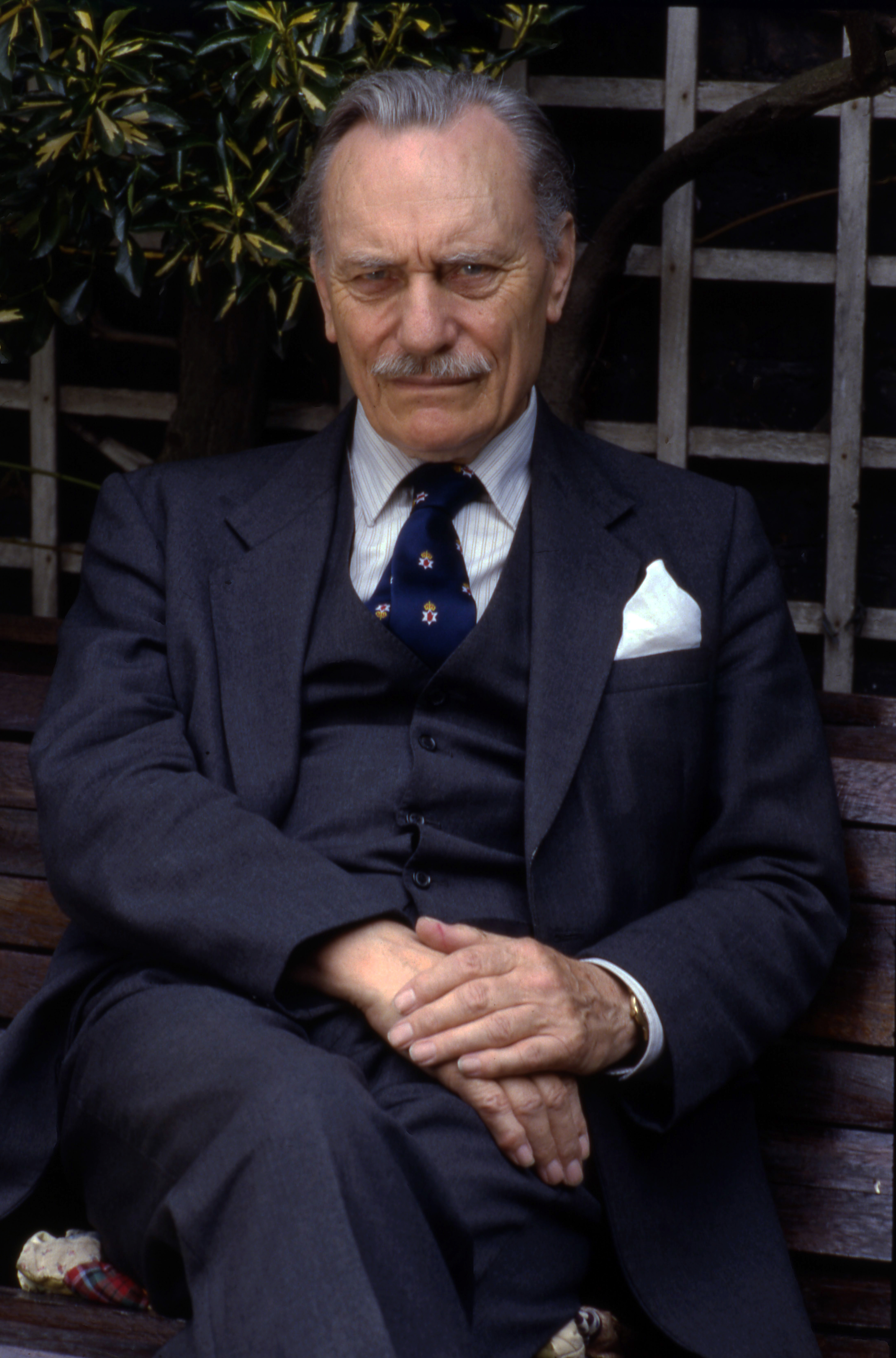
Enoch Powell

Enligt Oxford English Dictionary myntades ordet Powellism av The Economist den 17 juli 1965. Dagen innan hade dock Iain Macleod recenserat en bok med Powells tal med titeln A Nation Not Afraid i The Spectator där han nämnde ordet:
Enoch Powell har det skarpaste sinnet i Underhuset. Det bäst tränade och det mest spännande. Det finns en attityd som kan kallas "Powellism" och det är utmärkt att vi nu har bevisen samlade i en bok.
Ordet användes ursprungligen för att beskriva Powells syn på ekonomi, och Powell erbjöd sin egen definition: "[Powellism är] en nästan obegränsad tro på folkets förmåga att få vad de vill ha genom fred, kapital, vinst och en konkurrenskraftig marknad".

## Nationalism
Powell var en romantisk brittisk nationalist och betraktade nationalstaten som "den ultimata politiska verkligheten". Han ansåg att det brittiska parlamentet var ett uttryck för den brittiska nationen och hans motstånd mot ett brittiskt medlemskap i Europeiska ekonomiska gemenskapen bottnade i hans övertygelse om att det skulle avskaffa den brittiska nationalstatens suveränitet.
Hans syn på Storbritanniens relationer med resten av världen härrörde ytterst från tron på den självständiga nationalstaten. För Powell var Förenta Nationerna en "absurditet och ett monster" till sin natur eftersom det försökte bevara det internationella status quo utan att använda våld, medan han trodde att krig var nödvändigt för att suveräna nationer skulle kunna existera.

### Invandring
Powells motstånd mot massinvandring härrörde från hans övertygelse att majoriteten av invandrarna inte kunde assimileras på ett avgörande sätt och från hans nationalistiska synsätt.

### Nordirland
Roy Lewis förklarade att för Powell gick situationen i Nordirland "ner till rötterna av hans inställning till nationen, om den brittiska nationella identiteten, om det unika i ett parlamentariskt styre". Powell ansåg att unionistmajoriteten i Nordirland var "en del av den nation som bebor resten av Storbritannien" och att Nordirland skulle förbli en del av Storbritannien.
Powell ansåg att de som begick brott för att de trodde, "hur fel de än hade", att de därigenom hjälpte till att skydda sitt lands integritet och sin rätt att leva under kronan var "brott mot freden". Powell höll inte heller med om uppfattningen att medlemmar av den brittiska armén var "glorifierade poliser", utformade enbart för att hålla ordning mellan två stridande sidor.
Powell, som tidigare stött det nordirländska parlamentet och till och med ritat om den irländska gränsen för att minska antalet irländska nationalister, förespråkade att Nordirland skulle integreras politiskt med resten av Storbritannien och inte behandlas annorlunda än sina andra delar. Han trodde att flera på varandra följande brittiska regeringar, under amerikanska påtryckningar, var fast beslutna att få Nordirland att gå med i en allirländsk stat, på ett eller annat sätt.

### Europeiska ekonomiska gemenskapen
Powell hade stött det brittiska medlemskapet i EEG 1961, när den dåvarande konservative premiärministern Harold Macmillan förgäves ansökte om att Storbritannien skulle gå med, eftersom Powell trodde att det var ett sätt att få Storbritannien att liberalisera sin ekonomi. Powell ändrade sig dock strax därefter när han undersökte EEG:s ursprung och metoder mer i detalj, och trodde att Storbritanniens inträde i EEG skulle utplåna Storbritanniens förmåga att vara en självstyrande nation. Powell sade att frågan om brittiskt medlemskap i EEG "måste vara den fråga som är underordnad alla andra... Ty – i fred såväl som i krig är det den stora, den yttersta frågan för varje nation".
EEG-frågan var den fråga som skulle få Powell att lämna det konservativa partiet den 23 februari 1974, eftersom den konservative premiärministern Edward Heath hade tagit Storbritannien in i EEG den 1 januari 1973 utan mandat från de brittiska väljarna. Powells avgång från det konservativa partiet kom bara 5 dagar innan valet ägde rum. Efter sin avgång chockade Powell sina tidigare konservativa kollegor genom att uppmana allmänheten att rösta på Labourpartiet, eftersom Labour erbjöd en folkomröstning om EEG-medlemskap. Powell satte EEG-frågan över alla andra frågor eftersom den urholkade den nationella suveräniteten på ett sätt som inte hade varit känt sedan den engelska reformationen; EEG-rätten hade företräde framför lagar som stiftades i det brittiska parlamentet, som Powell ansåg vara den verkliga representationen av den brittiska nationen, med den brittiska monarken som överhuvud.

### Självstyre
Powell motsatte sig självstyre till Skottland och Wales på grund av sin brittiska nationalism och för att han ansåg att självstyre var oförenligt med den brittiska statens enhetliga karaktär. Powell konstaterade att det var omöjligt för samma väljarkår att vara representerad i två lagstiftande kamrar om inte Storbritannien blev en federal stat. Powell ville att den brittiska nationen skulle vara representerad i ett parlament. Powell ansåg att de skulle bli självständiga suveräna stater utanför Storbritannien om skottarna och walesarna ansåg sig vara separata nationer från engelsmännen och nordirländarna.

### Brittiska imperiet och samväldet
Powell hade ursprungligen stött det brittiska imperiet och ville behålla det brittiska styret i Indien. Efter att han hade misslyckats motsatte han sig brittiskt medlemskap i imperiets efterträdare, Commonwealth of Nations. Han ansåg att genom att lämna imperiet och bli självständiga var de nya ländernas angelägenheter inte längre Storbritanniens ansvar eller i dess nationella intresse. Powell ansåg att patriotismen efter imperiets slut skulle härstamma från patria, nationalstaten, oavsett den etniska sammansättningen i främmande stater.

### Mau Mau-upproret
Powell var en av de få parlamentsledamöter som kampanjade mot de brittiska truppernas brutalitet i kampen mot Mau Mau-upproret. Han krävde att brittiska trupper som gjort sig skyldiga till grymheter skulle straffas.

### USA
Powell trodde att USA var emot att Nordirland skulle vara en del av Storbritannien eftersom man ville ha ett återförenat Irland inom NATO för att hjälpa till att bekämpa Sovjetunionen. Powell ansåg att Nordirland skulle integreras med resten av Storbritannien och inte behandlas annorlunda än resten av landet. Han beskyllde också USA för upplösningen av det brittiska imperiet och för britternas minskade inflytande i internationella frågor.

### Ensidig kärnvapennedrustning
Powell har tidigare stött att britterna ska äga sina egna kärnvapen. Efter sin karriär som minister förkastade han dock den uppfattning som den efterföljande brittiska regeringen hade gett uttryck för att kärnvapen avskräckte Ryssland från att erövra länderna i Västeuropa och att eftersom kärnvapnen huvudsakligen var amerikanska, vilade den brittiska säkerheten på "den amerikanska alliansen och den amerikanska upprustningen".
Powell trodde att även om Sovjetunionen hade velat, skulle det inte ha vågat invadera Västeuropa "av en enkel överväldigande anledning: det skulle ha inneburit ett krig som de inte kunde förvänta sig att vinna" mot USA. Powell sa att kärnvapenavskräckningen var "ett låtsasavskräckningsmedel" och hävdade att existensen av separata kärnvapen för Frankrike och Storbritannien visade att de trodde att USA inte skulle riskera ett kärnvapenkrig över Västeuropa. Han sa också att de var "offer för sitt eget resonemang" eftersom ingen av dem själva skulle använda kärnvapen i händelse av en invasion eftersom konsekvenserna av ett kärnvapenkrig skulle bli alltför fruktansvärda. Powell stödde ensidig kärnvapennedrustning också för att han inte höll med om uppfattningen att kärnvapen förhindrade kärnvapenutpressning eftersom Storbritannien skulle behöva välja mellan "obegränsad förödelse" eller kapitulation.

## Ekonomiska tankar
Powell var starkt anti-interventionistisk i ekonomiska och monetära frågor. Han ansåg att affärsintressen skulle bevakas av de människor som bäst förstod dem – affärsmän – inte politiker. Efter att ha kritiserat konventioner om affärsmetoder som organiserats eller finansierats av regeringen var han den första stora politikern som krävde avnationalisering av offentliga tjänster på 1960-talet. Men även om Powell i hög grad var monetarist, stödde han också välfärdsstaten, den nationella hälso- och sjukvården och fackföreningarna.

## Sociala åsikter
Powells sociala åsikter skilde sig från hans konservativa allierade genom att han stödde skilsmässa utan skuld och andra aspekter av det (så kallade) tillåtande samhälle som Labours förde fram. Powell stödde upprätthållandet av monarkin, den etablerade religionen och ärftliga pärer i styret. Han röstade för att avkriminalisera homosexualitet och ansåg inte att "det är ett lämpligt område för straffrätten att verka".
Hans åsikter om strafformer, rättsväsende och utbildning var inte desamma som hos de flesta samtida eller ens dagens konservativa. Han beskrev dödsstraffet som "fullständigt motbjudande" och röstade konsekvent mot kroppslig bestraffning i skolorna.

## Skillnad från besläktade filosofier

### Avvikelser frånThatcherismen

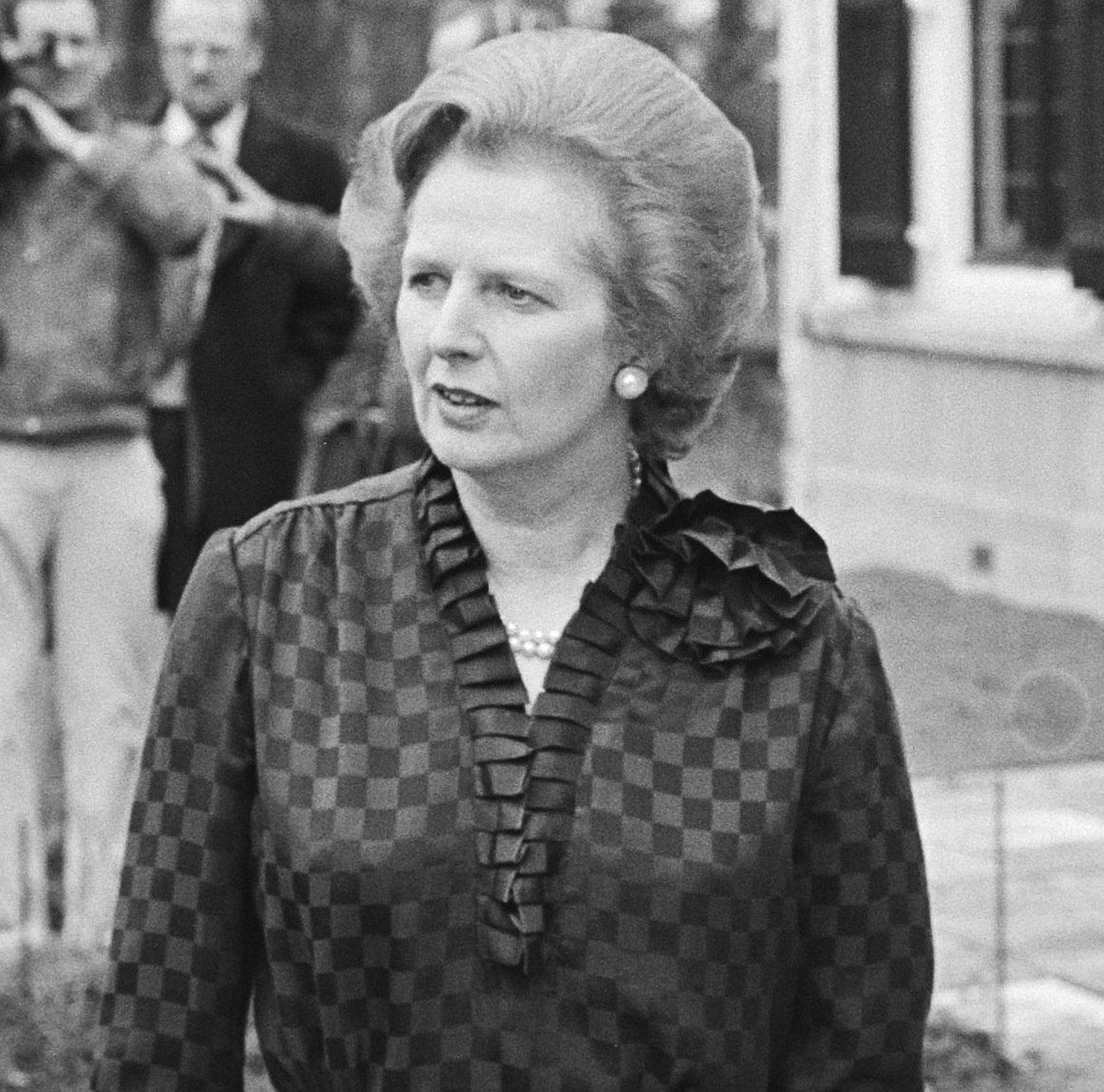
Margaret Thatcher

Under Margaret Thatchers mandatperioder som premiärminister mellan 1979 och 1990 baserade hon många av sina definierande politiska åtgärder i linje med Powells retorik. Men även om de delade en önskan om avnationalisering av industrierna, var deras metoder för att göra detta avsevärt olika. Thatcher ville kraftigt begränsa fackföreningarnas makt genom att besegra dem i öppna industriella kraftmätningar, framför allt med gruvarbetarstrejkens kraftmätning mot NUM, medan Powell försvarade fackföreningarna och ville bygga enhet med arbetarklassen genom att vinna över fackföreningsmedlemmar till den monetaristiska politiken genom logik, intelligens och politiska argument som stod i motsats till socialistiska argument.
Enoch Powell förespråkade frivillig repatriering av immigranter från Samväldet och argumenterade för att generösa betalningar borde införas av den dåvarande regeringen för att uppmuntra icke-vita invandrare att återvända till sina födelseländer. Detta var något som Margaret Thatchers regeringar aldrig förespråkade eller införde.
Den största schismen av alla mellan Powell och Thatcher låg dock i utrikespolitiken. Powells syn på Storbritannien som en del av den stora världen skulle vara mer i linje med Salisburys "splendid isolation" än Thatchers Atlanticism. Powell var en berest man som talade över ett dussin språk, men hans utrikespolitik för att stödja Storbritannien som nationalstat stämde inte överens med den stereotypa syn som vissa kan ha på en man som var berest och talade så många språk. Medan Thatcher trodde på den speciella relationen med USA, såg Powell USA och Storbritannien som rivaler, inte som allierade.
En annan utrikespolitisk skiljelinje mellan Powell och Thatcher gällde deras åsikter och tidpunkter om Europeiska ekonomiska gemenskapen (EEG), eftersom Thatcher var en entusiastisk anhängare av att Storbritannien skulle vara medlem i EEG under 1970-talet och början av 1980-talet, inklusive att vara en av galjonsfigurerna bakom den vinnande "Ja"-kampanjen för att Storbritannien skulle stanna i EEG under folkomröstningen 1975, medan Powell hade varit en av galjonsfigurerna i den förlorande nej-kampanjen för att lämna EEG under folkomröstningen 1975. Det var inte förrän i slutet av 1980-talet och en bit in på 1990-talet som Thatcher började uttrycka sin ökande oro över EEC:s projekt för en politisk och monetär union, medan detta var något som Powell hade kritiserat sedan mitten av 1960-talet när han öppet började motsätta sig EEC och uppfattningen att det skulle innebära en förlust av brittisk suveränitet på grund av det.
Powell distanserade sig filosofiskt från Thatcher. När det påpekades för honom att hon hade konverterat till Powellismen, svarade Powell: "Synd att hon aldrig förstod det!"

### Avvikelse från libertarianismen
Ekomomen Ralph Harris från Institute of Economic Affairs skrev till Powell och hävdade att hans åsikter om invandring var antagonistiska mot resten av hans allmänt libertarianska åsikter, men Powell höll inte med om den uppfattningen.

## Böcker om Powellism
- Rex Collings (ed.), Reflections of a Statesman: The Writings and Speeches of Enoch Powell (London: Bellew, 1991).
- Roy Lewis, Enoch Powell: Principle in Politics (London: Cassell, 1979).
- T. E. Utley, Enoch Powell: The Man and his Thinking (London: William Kimber, 1968).
- John Wood (ed.), A Nation Not Afraid: The Thinking of Enoch Powell (B. T. Batsford, 1965).